# Dahúk kormányzóság

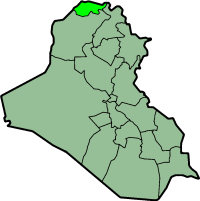
Dahúk kormányzóság elhelyezkedése Irakban

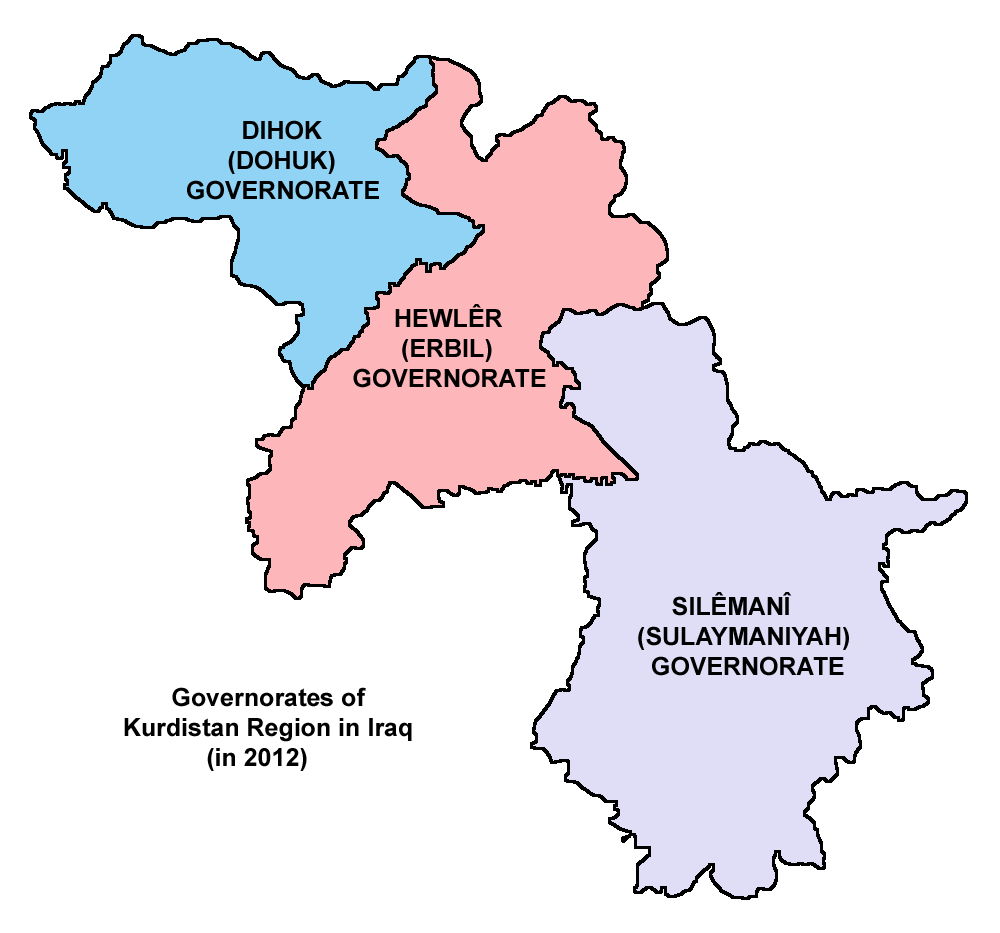

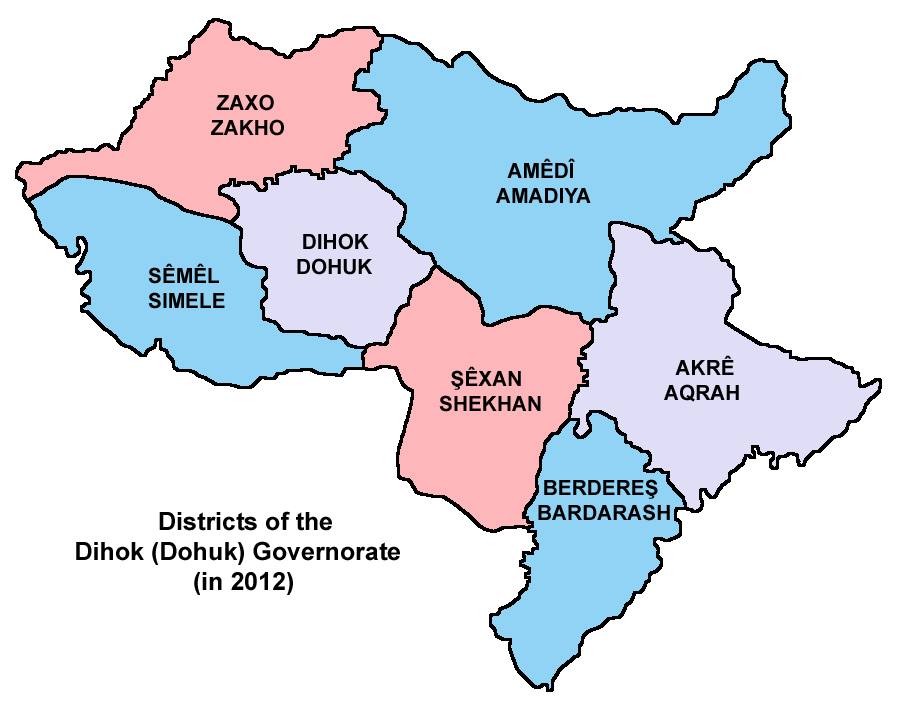

Dahúk kormányzóság (arab betűkkel محافظة دهوك [Muḥāfaẓat Dahūk], kurdul Parêzgeha Dihokê) Irak 18 kormányzóságának egyike az ország északi részén. A három kurdisztáni kormányzóság közé tartozik. Északon Törökország, keleten a szintén kurd Erbíl, délen Ninive, nyugaton pedig Szíria határolja. Székhelye Dahúk (Dihok) városa.

## Fordítás
Ez a szócikk részben vagy egészben  a(z)   دهوك (محافظة) című arab Wikipédia-szócikk fordításán alapul.  Az eredeti cikk szerkesztőit annak laptörténete sorolja fel. Ez a jelzés csupán a megfogalmazás eredetét és a szerzői jogokat jelzi, nem szolgál a cikkben szereplő információk forrásmegjelöléseként.